# Collège Saint-Louis (Saint-Louis-de-Kent)
Pour les articles homonymes, voir Saint-Louis et Collège Saint-Louis.
Le Collège Saint-Louis a été fondé en 1874 à Saint-Louis-de-Kent, au Nouveau-Brunswick (Canada) par le curé Marcel-François Richard sous le nom d'Académie Saint-Louis. L'établissement devient un collège deux ans plus tard. Il accueille alors des étudiants d'Acadie mais aussi du Québec et des États-Unis. On y enseigne le cours commercial et le cours classique. L'établissement est également un relais de la ligne télégraphique entre Québec et Halifax, entretenu par Antoine Comeau.
Le collège organise quelque séances de théâtre, auxquelles le public est admis. Des séances sont organisées en français et en anglais et les rôles sont distribués sans égards à la langue maternelle des étudiants, qui de toute manière maîtrisent ces langues. Toutefois, à la suite de la séance du 5 juillet 1882, l'évêque James Rogers se plaint devant l'audience que le collège est trop français (« too frenchy ») et que cela porte préjudice aux étudiants anglophones ; il fait fermer l'établissement peu après,.
Le bâtiment n'existe plus mais le terrain devient un lieu historique municipal le 20 septembre 2009.